# Private Dancer
Private Dancer är ett musikalbum av Tina Turner som utgavs i maj 1984 av skivbolaget Capitol Records. Albumet som spelades in i England innebar Turners stora genombrott som soloartist efter skilsmässan med Ike Turner, och några mindre uppmärksammde skivsläpp under 1970-talets andra hälft. Rolling Stone kallade skivan en "stark comeback". Albumets största hitlåt blev "What's Love Got to Do with It". Men även titelspåret "Private Dancer", "Better Be Good to Me" och en cover av Al Greens "Let's Stay Together" gjorde avtryck på singellistor världen över. På "Private Dancer" medverkar gitarristen Jeff Beck med ett gitarrsolo, och han kan även höras på låten "Steel Claw".
Private Dancer nominerades till en Grammy för årets album. Albumet bevaras sedan 2020 i USA:s kongressbiblioteks "National Recording Registry". Skivan är också medtagen i boken 1001 album du måste höra innan du dör.

## Låtlista
1. "I Might Have Been Queen" - 4:11
2. "What's Love Got To Do With It" - 3:50
3. "Show Some Respect" - 3:19
4. "I Can't Stand The Rain" - 3:43
5. "Private Dancer" - 7:14
6. "Let's Stay Together" - 5:16
7. "Better Be Good To Me" - 5:12
8. "Steel Claw" - 3:48
9. "Help" - 4:30
10. "1984" - 3:12

## Listplaceringar
| Lista (1984)   | Position              |
| -------------- | --------------------- |
| Australien     | 7 (Kent Music Report) |
| Finland        | 5                     |
| Island         | 4 (DV Vinsældalisti)  |
| Kanada         | 2 (RPM)               |
| Nederländerna  | 3                     |
| Norge          | 5 (VG-lista)          |
| Nya Zeeland    | 2                     |
| Schweiz        | 3                     |
| Storbritannien | 2 (UK Albums Chart)   |
| Sverige        | 7 (Sverigetopplistan) |
| USA            | 3 (Billboard 200)     |
| Västtyskland   | 2                     |
| Österrike      | 1                     |